# Прибраћа
Прибраћа је насељено мјесто у Босни и Херцеговини у општини Доњи Вакуф које административно припада Федерацији Босне и Херцеговине. Према попису становништва из 1991. у насељу је живјело 715 становника.

## Географија
По последњем службеном попису становништва из 1991. године, у насељу Прибраћа живело је 715 становника. Већина становника били су Срби.

## Становништво
| Националност       | 1991.        | 1981.        | 1971.        |
| Срби               | 369 (51,60%) | 363 (60,90%) | 338 (70,12%) |
| Муслимани          | 327 (45,73%) | 209 (35,06%) | 138 (28,63%) |
| Хрвати             | 0            | 1 (0,16%)    | 1 (0,20%)    |
| Југословени        | 10 (1,39%)   | 20 (3,35%)   | 0            |
| остали и непознато | 9 (1,25%)    | 3 (0,50%)    | 5 (1,03%)    |
| Укупно             | 715          | 596          | 482          |